# Erioptera incerta
Erioptera incerta is een tweevleugelige uit de familie Limoniidae. De soort komt voor in het Oriëntaals gebied.